# مستشعر جزيئي
يمثل  المستشعر الجزيئي  (بالإنجليزية: molecular sensor)‏ أو المستشعر الكيميائي (كيموسنسور) (بالإنجليزية: chemosensor)‏ جزيئاً يتفاعل مع الأنالايت بهدف الحصول على تغيراً مؤغوباً أو متوقعاً. حيث تصاحب المستشعرات الجزيئية عملية التعرف الجزيئي (بالإنجليزية: molecular recognition)‏ مع صورةٍ ما من التقرير، ولذلك فإنه يمكن ملاحظة وجود الضيف. وقد صياغة مصطلح  الكيمياء التحليلية الجزيئية الفائقة  (بالإنجليزية: supramolecular analytical chemistry)‏ حديثاً لوصف تطبيقات المستشعرات الجزيئية في مجال الكيمياء التحليلية.
وتمثلت الأمثلة المبكرة على المستشعرات الجزيئية في الأثيرات المتوجة (بالإنجليزية: crown ether)‏ ذات التقارب الكبير لأيونات الصوديوم ولكن ليس الحال كذلك لأيونات البوتاسيوم بالإضافة إلى أشكال الاكتشاف المعدني من خلال ما يُطلق عليه complexones وهي عبارة عن مؤشرات الأس الهيدروجيني المعدلة مع مجموعات الجزيئات الحساسة للمعادن. وهنا يكرر مفهوم المستقبل – الفاصل- المراسل من الفكرة الرئيسية غالباً مع المراسل المستعرض لنقل الإلكترون بالأشعة الضوئية (بالإنجليزية: photoinduced electron transfer)‏. ويُعَدُ المستشعر الحساس للهيبارين أحد تلك الأمثلة.
| Receptor for selectively binding heparine |  | Receptor for selectively binding tannines |  | Receptor for selectively binding Saxitoxin |
| رابطة الهيبارين                           |  | رابطة حمض التنين                          |  | رابطة ساكسيتوكسين                          |

مع ملاحظة أن باقي المستشعرات ليست حساسة لجزيءٍ بعينه، ولكن لفئة مركب جزيئي. ومن أحد الأمثلة على ذلك، التحليل المجموعي للعديد من أحماض التنين (بالإنجليزية: tannic acid)‏ والتي تتجمع في ويسكي سكوتش المعتَّق في براميل البلوط. حيث أوضحت النتائج المجمعة علاقةً ارتباطيةً مع السن أو العمر، إلا أن العناصر المفردة فلم تُظهر مثل تلك العلاقة. هذا ويمك استخدام مستقبلٍ آخرٍ لتحليل معدلات اللذوعة في الخمر.
كما يُعَدُ مركب ساكسيتوكسين من السموم العصبية والموجود في المحار والذي يستخدم كساحٍ كيميائيٍ. حيث بُنِيَ مستشعراً تجريبياً لهذا المركَّب على PET. مع ملاحظة أن تفاعل saxitoxin مع شرود الأثير المتوج لهذا المستشعر والذي يقتل عملية PET صوب الفلوروفور والفلوريات يتحول إلى حالة التشغيل. هذا ويؤكد شذوذ البورون غير التقليدي أن الفلوريات تحدث في منطقة الضوء المرئي من الطيف الكهرومغناطيسي.
وفس استراتيجيةٍ أخرى يُطلق عليها  تجربة إزاحة- المؤشر  (بالإنجليزية:  indicator-displacement assay)‏، حيث يحل الأنالايت مثل أيونات السيترات أو الفوسفات محل مؤشر الفلوروسنت في مركب المؤشر- الضيف. وتُعَدُ شريحة تزوق جامعة تكساس (بالإنجليزية:  UT taste chip)‏ أحد نماذج اللسان الإلكتروني والتي تصاحب الكيمياء الجزيئية الفائقة مع لاقط الشحنة سي سي دي القائم على رقائق السليكون وجزيئات المستقبل الثابتة.